# Калац (Республика Сербская)
Калац (серб. Калац / Kalac) — село в общине Билеча Республики Сербской Боснии и Герцеговины. Население составляет 11 человек по переписи 2013 года.